# 판청구

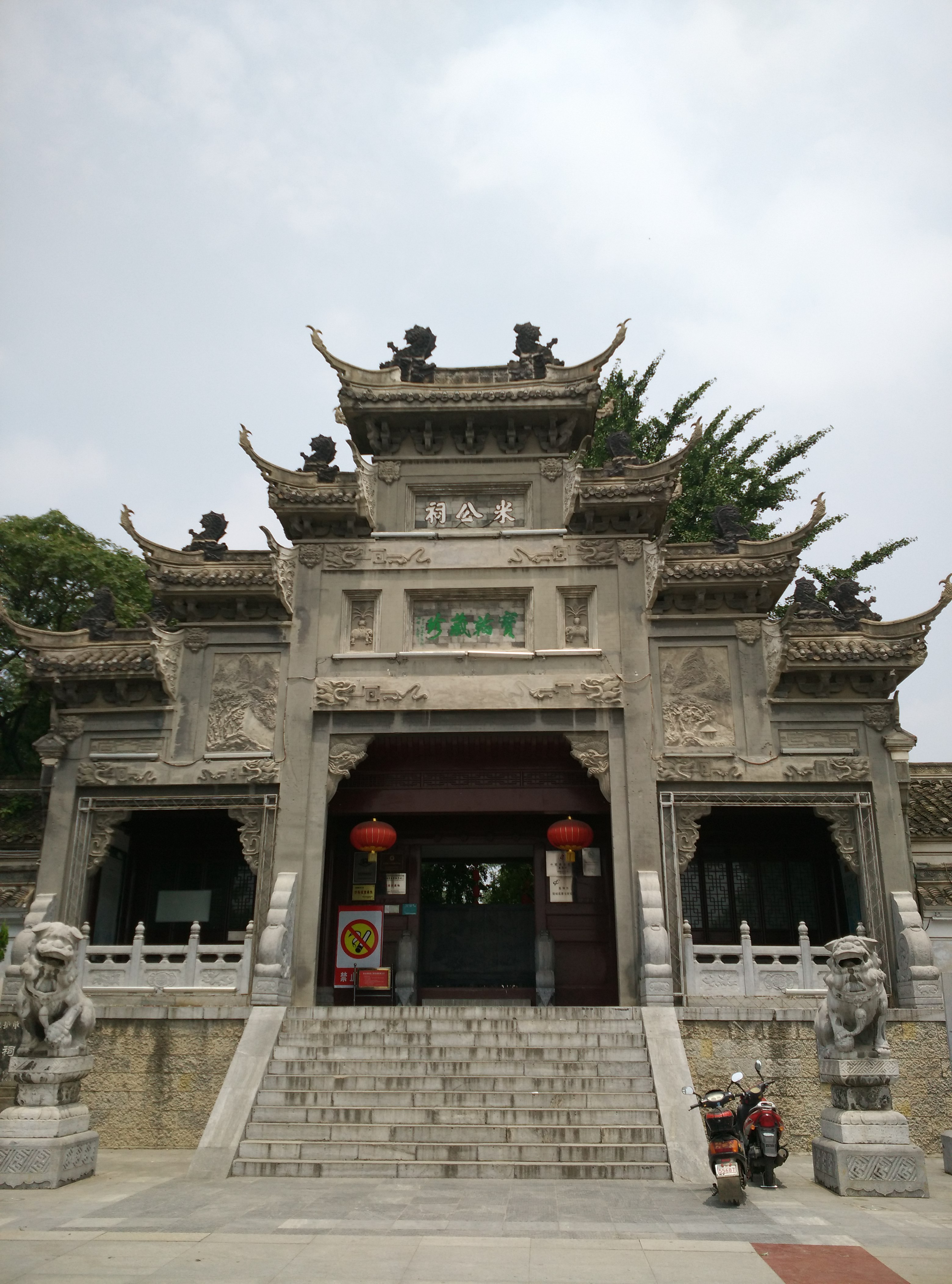

판청구(한국어: 번성구, 중국어: 樊城区, 병음: Fánchéng Qū)는 중화인민공화국 후베이성 샹양 시의 현급 행정구역이다. 넓이는 614km2이고, 인구는 2007년 기준으로 700,000명이다.

## 역사
판청은 고대에 후베이 성의 한수이의 북안에 위치해 있었고 강 남안의 샹양과 마주하고 있었다. 중국 역사에서 도시는 군사적, 경제적 목적을 수행했다. 삼국시대에 번성 전투와 몽골군 침입 때 양양성 공방전을 포함한 수많은 유명한 전투들이 있었다.
1949년에 판청은 샹양과 합쳐져 지급시인 샹판 시가 되었다. 판청은 현재 샹판의 시할구 중 하나이다.

## 행정 구역
10개 가도, 3개 진을 관할한다.
- 가도: 屏襄门街道, 米公街道, 清河口街道, 王寨街道, 汉江街道, 中原街道, 定中门街道, 柿铺街道, 七里河街道, 紫贞街道.
- 진: 太平店镇, 牛首镇, 团山镇.